# Лів і Медді
«Лів і Медді» — американська підліткова комедія, створена Джоном Беком і Роном Хартом, котрі, також, 

Liv and Maddie

постають як кінопродюсери і самі пишуть сценарії. Знімання комедії «Лів і Медді» було розпочато у квітні, а перший сезон почався 19 липня 2013 року. Серіал знято компанією Laugh Productions для телевізійного каналу Disney Channel. Другий сезон оновленого серіалу «Лів і Медді» почався 13 січня 2014 року. Зірка серіалу Дав Камерон постає в ньому у подвійній ролі (грає обидвох сестер — близнюків з цілковито різними особистостями), а також сама чи у парі, виконує пісні до фільму. Повна версія пісні теми Лів і Медді, «Better in Stereo», була записана Дав Камерон і випущена як промо-сингл Walt Disney Records, 15 жовтня 2013 року. 17 березня 2015 року було випущено Лів і Медді — саундтрек. В нього увійшли: «Better in Stereo», «На вершині світу», «FroyoYOLO», «Count Me In», «You, Me and the Beat», та обидві версії «Яка дівчина». Звукова доріжка також містить: «Скажи ей», «Поки у мене є ти», та «True Love», останню з яких було перероблено на іншу версію — баладу, яку було заспівано Йорданою Фішер і фортепіанним дуетом за участі Фішер і Камерон.
Лів Руні це дівчина, яка є актрисою у Голлівуді вже впродовж чотирьох років. Їй запропонували кілька ролей в інших шоу та фільмах, але замість того, вона вирішує повернутися додому, оскільки сумує за власною родиною і бажає побачити їх знову. Її сестра Медді є шибеником зі спортивним ухилом, особливо-ж її приваблює баскетбол. Серіал обертається навколо Лів, яка прагне пристосуватися до звичного сімейного життя по тому, як знімання на її успішній телевізійній програмі Sing It Loud!, завершилися.

## Сюжет
Актриса Лів Руні щойно повернулася додому до Стівенс Пойнт, штат Вісконсин після чотирирічного перебування у Голлівуді на зніманнях знаної телевізійної програми під назвою Sing It Loud! Ця програма нещодавно закінчилася, отож Лів опинилася у розпростертих обіймах власних батьків, братів і близнючки - сестри Медді. Пара сподівається відновити свої стосунки як було раніше, але з цього нічого не виходить, оскільки дівчата перетворилися на протилежні особистості з різними зацікавленнями. Лів стала чваньком і полюбляє щоб у будь-який час, хтось згадував її колишню славетну кар'єру, тоді як Медді, стала шибеником, удосконалює свої навички у баскетболі і є капітаном рідної баскетбольної команди. У них є два брати: Джоуї, звичайний незграбний підліток, і Паркер — впевнений у собі та розумний хлопець. Довершують склад родини Руні — мати Карен, шкільний психолог, а відтак заступник директора у другому сезоні, та їхній батько Піт — якраз тренер Медді з баскетболу, обидва з яких у даний час прагнуть піклуватися про успіхи своїх дітей під одним дахом. Деякі події відбуваються у Ridgewood High середній школі, де навчаються троє старших дітей Руні, а згодом з'являється і Паркер, тобто вкупі усі четверо, там же присутні й обоє батьків — працівники школи.